# Castelões (Tondela)
Castelões ist eine Gemeinde (Freguesia) im portugiesischen Kreis Tondela. In ihr leben 1414 Einwohner (Stand 19. April 2021).